# Toussaint de Bessard
Pour les articles homonymes, voir Bessard.
Toussaint de Bessard ou Toussaincts de Bessard, ou encore Bessard d'Auge (Putot-en-Auge, vers 1522 – 1580) est un mathématicien français et hydrographe originaire de Normandie, inventeur d'instruments de navigation.

## Biographie
Toussaint de Bessard est un navigateur et pilote renommé. Il écrit : « par l'espace de dix ans, que j'ay demeuré continuellement en la terre de l'Amérique souz le tropique du Capricorne au lieu nommé le cap de Frie et rivière de Januiere et es parties lez environ », ou encore « la plus grande partie de mes vayage se sont faictz par mer ». Il aurait séjourné près de dix ans en "France antarctique", au Brésil à l'époque de l'éphémère colonie française de Villegagnon. Son ouvrage : Dialogue, de la longitude: est-ouest, en date de 1574, est le premier traité français imprimé de navigation. 
La ville de Rouen a récompensé son travail en subvenant aux frais d’édition de ses ouvrages.

## Œuvres
- Toussaint de Bessard, L'aigle-compas, Jérôme de Marnef & Guillaume Cavellat, 1572, 9 p. (lire en ligne)
- Toussaint de Bessard, Dialogue de la longitude est-ouest, Rouen, Martin le mesgissier, 1574, 110 p. (lire en ligne), édition ornée d'un portrait gravé sur bois représentant l'auteur à l'âge de 49 ans et de 21 figures sur bois dans le texte.